# Cantonul Champs-sur-Tarentaine-Marchal
Cantonul Champs-sur-Tarentaine-Marchal este un canton din arondismentul Mauriac, departamentul Cantal, regiunea Auvergne, Franța.

## Comune
| Comune                        | Populație (1999) | Cod poștal | Cod INSEE |
| ----------------------------- | ---------------- | ---------- | --------- |
| Beaulieu                      | 137              | 15270      | 15020     |
| Champs-sur-Tarentaine-Marchal | 1 044            | 15270      | 15038     |
| Lanobre                       | 1 416            | 15270      | 15092     |
| Trémouille                    | 203              | 15270      | 15240     |